# Аманфорд
А̀манфорд (на английски: Ammanford; на уелски: Rhydaman, Рида̀ман) е град в Южен Уелс, графство Кармартъншър. Разположен е на около 60 km на северозапад от столицата Кардиф. На около 20 km на северозапад от Аманфорд се намира главният административен център на графството Кармартън. Получава името Аманфорд на 20 ноември 1880 г. Има жп гара. Населението му е 5299 жители според данни от преброяването през 2001 г.

## Личности
Родени
- Джон Рис-Дейвис (р. 1944), британски филмов, телевизионен и театрален актьор

## Побратимени градове
- Брьойе, Франция